# Шумов Олег Вікторович
Шумов Олег Вікторович — підполковник Збройних сил України.
Станом на лютий 2017-го — начальник групи артилерійської розвідки управління військової частини А 2393. Проживає в місті Одеса.

## Нагороди
8 вересня 2014 року — за особисту мужність і героїзм, виявлені у захисті державного суверенітету та територіальної цілісності України, вірність військовій присязі під час російсько-української війни, відзначений — нагороджений орденом «За мужність» III ступеня.